# Chusaris tesellata
Chusaris tesellata là một loài bướm đêm trong họ Noctuidae.